# Barbados i olympiska sommarspelen 2012
Barbados deltog i olympiska sommarspelen 2012 som ägde rum i London i Storbritannien mellan den 27 juli och den 12 augusti 2012. Ingen av landets deltagare erövrade någon medalj.

## Friidrott
Till friidrottstävlingarna kvalificerade Barbados följande idrottare:
Förkortningar
- Notera – Placeringar gäller endast den tävlandes eget heat
- Q = Kvalificerade sig till nästa omgång via placering
- q = Kvalificerade sig på tid eller, i fältgrenarna, på placering utan att ha nått kvalgränsen
- NR = Nationellt rekord
- N/A = Omgången inte möjlig i grenen
- Bye = Idrottaren behövde inte delta i omgången

Herrar
Bana och väg
| Idrottare        | Gren       | Heat     | Heat      | Kvartsfinal | Kvartsfinal | Semifinal        | Semifinal        | Final            | Final            |
| Idrottare        | Gren       | Resultat | Placering | Resultat    | Placering   | Resultat         | Placering        | Resultat         | Placering        |
| ---------------- | ---------- | -------- | --------- | ----------- | ----------- | ---------------- | ---------------- | ---------------- | ---------------- |
| Ryan Brathwaite  | 110 m häck | 13,23    | 2 Q       | i.u.        | i.u.        | 13,23            | 2 Q              | 13,40            | 5                |
| Shane Brathwaite | 110 m häck | DNF      | DNF       | i.u.        | i.u.        | Gick inte vidare | Gick inte vidare | Gick inte vidare | Gick inte vidare |
| Ramon Gittens    | 100 m      | bye      | bye       | 10,35       | 6           | Gick inte vidare | Gick inte vidare | Gick inte vidare | Gick inte vidare |
| Greggmar Swift   | 110 m häck | 13,62    | 5         | i.u.        | i.u.        | Gick inte vidare | Gick inte vidare | Gick inte vidare | Gick inte vidare |

## Judo
Herrar
| Idrottare    | Gren              | 32-delsfinal         | Sextondelsfinal          | Åttondelsfinal       | Kvartsfinal          | Semifinal            | Återkval             | Bronsmatch           | Final                | Final            |
| Idrottare    | Gren              | Motståndare Resultat | Motståndare Resultat     | Motståndare Resultat | Motståndare Resultat | Motståndare Resultat | Motståndare Resultat | Motståndare Resultat | Motståndare Resultat | Placering        |
| ------------ | ----------------- | -------------------- | ------------------------ | -------------------- | -------------------- | -------------------- | -------------------- | -------------------- | -------------------- | ---------------- |
| Kyle Maxwell | Lättvikt (-73 kg) | bye                  | Nakaya (JPN) L 0001–0100 | Gick inte vidare     | Gick inte vidare     | Gick inte vidare     | Gick inte vidare     | Gick inte vidare     | Gick inte vidare     | Gick inte vidare |

## Simning
Herrar
| Tävlande     | Gren          | Heat    | Heat      | Semifinal        | Semifinal        | Final            | Final            |
| Tävlande     | Gren          | Tid     | Placering | Tid              | Placering        | Tid              | Placering        |
| ------------ | ------------- | ------- | --------- | ---------------- | ---------------- | ---------------- | ---------------- |
| Bradley Ally | 100 m ryggsim | 56,27   | 40        | Gick inte vidare | Gick inte vidare | Gick inte vidare | Gick inte vidare |
| Bradley Ally | 200 m medley  | 2.00,85 | 22        | Gick inte vidare | Gick inte vidare | Gick inte vidare | Gick inte vidare |
| Bradley Ally | 400 m medley  | 4.21,32 | 25        | i.u.             | i.u.             | Gick inte vidare | Gick inte vidare |